# Педру V (маніконго)
Педру V (порт. Pedro V) або Нвітіла-а-Нканґа Ндо Мпетело (кон. Nvitila a Nkanga Ndo Mpetelo; пом. 1779) — сороковий маніконго центральноафриканського королівства Конго.
Зайняв трон, поваливши маніконго Себастіана III, таким чином зруйнувавши систему ротації влади між двома королівськими родинами. Його правління, втім, виявилось нетривалим — уже наступного року його було повалено, а трон зайняв Алвару XI. Одразу після того Педру V було викреслено з переліку правителів Конго, про що свідчить той факт, що маніконго Педру VI (правив у 1857—1891 роках) в національній історіографії йменують Педру V.